# Liste der Nummer-eins-Hits in Irland (2003)
Dies ist eine Liste der Nummer-eins-Hits in Irland im Jahr 2003. Sie basiert auf den offiziellen Single- und Albumchart in Irland, die im Auftrag der Irish Recorded Music Association (IRMA) erstellt werden. Es gab in diesem Jahr 19 Nummer-eins-Singles und 19 Nummer-eins-Alben.

## Singles
| ← 2002 ← | Liste der Nummer-eins-Hits in Irland | Liste der Nummer-eins-Hits in Irland | Liste der Nummer-eins-Hits in Irland | 2004 →                    |
| \| Zeitraum \| Wo. ges. \| Interpret \| Titel Autor(en) \| Zusätzliche Informationen \| \| (Zeitraum, Wochen auf Platz eins, Interpret, Titel, Autor[en], zusätzliche Informationen) \| \| \| \| \| \| ----------------------------------------------------------------------------------------- \| -------- \| ---------------------------- \| ------------------------------------------------------------------------------------------------------------------------------------------------------------------------------------------------------------------------------------------------------------------------------------------------------------------ \| ------------------------- \| \| 5. Dezember 2002 – 8. Januar 2003 5 Wochen \| 5 \| Eminem \| Lose Yourself Marshall B. Mathers, Luis Edgardo Resto, Jeff Bass \| – \| \| 9. Januar 2003 – 29. Januar 2003 3 Wochen \| 3 \| Girls Aloud \| Sound of the Underground Miranda Eleanor de Fonbrune Cooper, Brian Thomas Higgins, Niara Arain Scarlett \| – \| \| 30. Januar 2003 – 26. Februar 2003 4 Wochen \| 4 \| t.A.T.u. \| All the Things She Said Sergey Galoyan, Ivan Nikolaevich Shapovalov, Trevor Charles Horn, Martin Kierszenbaum, Elena Vladimirovna Kiper, Valerij Valentinovich Polienko \| – \| \| 27. Februar 2003 – 26. März 2003 4 Wochen \| 4 \| Christina Aguilera \| Beautiful Maria Gloria Catalano, Todd Jerome Chapman, Shelly M. Peiken \| – \| \| 27. März 2003 – 2. April 2003 1 Woche \| 1 \| Westlife \| Tonight Jörgen Kjell Aake Elofsson, Steven McCutcheon, Wayne Anthony Hector \| – \| \| 3. April 2003 – 23. April 2003 3 Wochen \| 3 \| Simon Casey \| A Better Plan Brian McFadden \| – \| \| 24. April 2003 – 30. April 2003 1 Woche \| 1 \| 50 Cent \| In da Club Michael A. Elizondo Jr., André Romell Young, Curtis James Jackson \| – \| \| 1. Mai 2003 – 4. Juni 2003 5 Wochen \| 5 \| Mickey Harte \| We’ve Got the World Keith Patrick Molloy, Martin Sean Brannigan \| – \| \| 5. Juni 2003 – 25. Juni 2003 3 Wochen \| 3 \| R. Kelly \| Ignition Robert S. Kelly, Christian Ward, Uforo Imeh Ebong, Jeremy P. Felton, Jeffrey Gitelman, Gabrielle Neshuneh Nowee, Andrew Langston Neely, Kimberly Michelle Pate, Tauren O’Lander Strickland \| – \| \| 26. Juni 2003 – 9. Juli 2003 2 Wochen \| 2 \| Ronan Tynan & Rita Connolly \| May We Never Have to Say Goodbye Shaun Carrick Davey, Noel Eccles \| – \| \| 10. Juli 2003 – 6. August 2003 4 Wochen \| 4 \| Beyoncé feat. Jay-Z \| Crazy in Love Beyoncé Gisselle Knowles, Richard Christopher Harrison, Shawn C. Carter, Eugene Booker Record \| – \| \| 7. August 2003 – 20. August 2003 2 Wochen \| 2 \| XTM \| Fly on the Wings of Love Jørgen Olsen \| – \| \| 21. August 2003 – 3. September 2003 2 Wochen \| 2 \| Blu Cantrell feat. Sean Paul \| Breathe Andrea Monica Martin, Charles Aznavour, Ivan Matias, Melvin Charles Bradford, Alvin Joiner, Marshall B. Mathers, Stephon Harris Cunningham, Richard W. Bembery, Sean Henriques, Richard S. Vick III \| – \| \| 4. September 2003 – 5. November 2003 9 Wochen \| 9 \| The Black Eyed Peas \| Where Is the Love? Will Adams, Allan Apll Pineda, Priese Prince Lamont Board, Mike Fratantuno, Justin R. Timberlake, Jaime Luis Gomez, George Pajon \| – \| \| 6. November 2003 – 12. November 2003 1 Woche \| 1 \| Fatman Scoop \| Be Faithful Schon Jomel Crawford, Bernard Edwards, Clarence Emery, Nile Gregory Rodgers, Faith Renée Evans, Sean Puffy Combs, Ronald Anthony Lawrence, Ben Cauley, James Edward Alexander, Allen Alvoid Jones Jr., William K. McLean, Andres Titus, Isaac Freeman III, Joseph W. Rizzo, Edmund Bini, John R. Smith \| – \| \| 13. November 2003 – 19. November 2003 1 Woche \| 1 \| Britney Spears feat. Madonna \| Me Against the Music Madonna Louise Ciccone, Dorian Michelle Hardnett, Terius Youngdell Nash, Thabiso Nkhereanye, Gary Stewart O’Brien, Britney Spears, Christopher A. Stewart \| – \| \| 20. November 2003 – 10. Dezember 2003 3 Wochen \| 3 \| Westlife \| Mandy Scott David English, Richard Buchanan Kerr \| – \| \| 11. Dezember 2003 – 17. Dezember 2003 1 Woche \| 1 \| The Black Eyed Peas \| Shut Up Jaime Luis Gomez, William Adams, George Pajon \| – \| \| 18. Dezember 2003 – 28. Januar 2004 6 Wochen \| 6 \| Will Young \| Leave Right Now Francis Eg White \| – \| |                                      |                                      | |                           |
| ← 2002 |                                      |                                      | | → 2004 →                  |
| Zeitraum | Wo. ges.                             | Interpret                            | Titel Autor(en) | Zusätzliche Informationen |
| (Zeitraum, Wochen auf Platz eins, Interpret, Titel, Autor[en], zusätzliche Informationen) |                                      |                                      | |                           |
| 5. Dezember 2002 – 8. Januar 2003 5 Wochen | 5                                    | Eminem                               | Lose Yourself Marshall B. Mathers, Luis Edgardo Resto, Jeff Bass | –                         |
| 9. Januar 2003 – 29. Januar 2003 3 Wochen | 3                                    | Girls Aloud                          | Sound of the Underground Miranda Eleanor de Fonbrune Cooper, Brian Thomas Higgins, Niara Arain Scarlett | –                         |
| 30. Januar 2003 – 26. Februar 2003 4 Wochen | 4                                    | t.A.T.u.                             | All the Things She Said Sergey Galoyan, Ivan Nikolaevich Shapovalov, Trevor Charles Horn, Martin Kierszenbaum, Elena Vladimirovna Kiper, Valerij Valentinovich Polienko | –                         |
| 27. Februar 2003 – 26. März 2003 4 Wochen | 4                                    | Christina Aguilera                   | Beautiful Maria Gloria Catalano, Todd Jerome Chapman, Shelly M. Peiken | –                         |
| 27. März 2003 – 2. April 2003 1 Woche | 1                                    | Westlife                             | Tonight Jörgen Kjell Aake Elofsson, Steven McCutcheon, Wayne Anthony Hector | –                         |
| 3. April 2003 – 23. April 2003 3 Wochen | 3                                    | Simon Casey                          | A Better Plan Brian McFadden | –                         |
| 24. April 2003 – 30. April 2003 1 Woche | 1                                    | 50 Cent                              | In da Club Michael A. Elizondo Jr., André Romell Young, Curtis James Jackson | –                         |
| 1. Mai 2003 – 4. Juni 2003 5 Wochen | 5                                    | Mickey Harte                         | We’ve Got the World Keith Patrick Molloy, Martin Sean Brannigan | –                         |
| 5. Juni 2003 – 25. Juni 2003 3 Wochen | 3                                    | R. Kelly                             | Ignition Robert S. Kelly, Christian Ward, Uforo Imeh Ebong, Jeremy P. Felton, Jeffrey Gitelman, Gabrielle Neshuneh Nowee, Andrew Langston Neely, Kimberly Michelle Pate, Tauren O’Lander Strickland | –                         |
| 26. Juni 2003 – 9. Juli 2003 2 Wochen | 2                                    | Ronan Tynan & Rita Connolly          | May We Never Have to Say Goodbye Shaun Carrick Davey, Noel Eccles | –                         |
| 10. Juli 2003 – 6. August 2003 4 Wochen | 4                                    | Beyoncé feat. Jay-Z                  | Crazy in Love Beyoncé Gisselle Knowles, Richard Christopher Harrison, Shawn C. Carter, Eugene Booker Record | –                         |
| 7. August 2003 – 20. August 2003 2 Wochen | 2                                    | XTM                                  | Fly on the Wings of Love Jørgen Olsen | –                         |
| 21. August 2003 – 3. September 2003 2 Wochen | 2                                    | Blu Cantrell feat. Sean Paul         | Breathe Andrea Monica Martin, Charles Aznavour, Ivan Matias, Melvin Charles Bradford, Alvin Joiner, Marshall B. Mathers, Stephon Harris Cunningham, Richard W. Bembery, Sean Henriques, Richard S. Vick III | –                         |
| 4. September 2003 – 5. November 2003 9 Wochen | 9                                    | The Black Eyed Peas                  | Where Is the Love? Will Adams, Allan Apll Pineda, Priese Prince Lamont Board, Mike Fratantuno, Justin R. Timberlake, Jaime Luis Gomez, George Pajon | –                         |
| 6. November 2003 – 12. November 2003 1 Woche | 1                                    | Fatman Scoop                         | Be Faithful Schon Jomel Crawford, Bernard Edwards, Clarence Emery, Nile Gregory Rodgers, Faith Renée Evans, Sean Puffy Combs, Ronald Anthony Lawrence, Ben Cauley, James Edward Alexander, Allen Alvoid Jones Jr., William K. McLean, Andres Titus, Isaac Freeman III, Joseph W. Rizzo, Edmund Bini, John R. Smith | –                         |
| 13. November 2003 – 19. November 2003 1 Woche | 1                                    | Britney Spears feat. Madonna         | Me Against the Music Madonna Louise Ciccone, Dorian Michelle Hardnett, Terius Youngdell Nash, Thabiso Nkhereanye, Gary Stewart O’Brien, Britney Spears, Christopher A. Stewart | –                         |
| 20. November 2003 – 10. Dezember 2003 3 Wochen | 3                                    | Westlife                             | Mandy Scott David English, Richard Buchanan Kerr | –                         |
| 11. Dezember 2003 – 17. Dezember 2003 1 Woche | 1                                    | The Black Eyed Peas                  | Shut Up Jaime Luis Gomez, William Adams, George Pajon | –                         |
| 18. Dezember 2003 – 28. Januar 2004 6 Wochen | 6                                    | Will Young                           | Leave Right Now Francis Eg White | –                         |

## Alben
| ← 2002 ← | Liste der Nummer-eins-Hits in Irland | Liste der Nummer-eins-Hits in Irland | Liste der Nummer-eins-Hits in Irland   | 2004 →                    |
| \| Zeitraum \| Wo. ges. \| Interpret \| Titel \| Zusätzliche Informationen \| \| (Zeitraum, Wochen auf Platz eins, Interpret, Titel, zusätzliche Informationen) \| \| \| \| \| \| ------------------------------------------------------------------------------ \| -------- \| ----------------- \| -------------------------------------- \| ------------------------- \| \| 2. Januar 2003 – 8. Januar 2003 1 Woche (insgesamt 3) \| 3 \| Avril Lavigne \| Let Go \| – \| \| 9. Januar 2003 – 15. Januar 2003 1 Woche \| 1 \| Pink \| Missundaztood \| – \| \| 16. Januar 2003 – 29. Januar 2003 2 Wochen (insgesamt 3) \| 3 \| Avril Lavigne \| Let Go \| – \| \| 30. Januar 2003 – 12. Februar 2003 2 Wochen \| 2 \| Justin Timberlake \| Justified \| – \| \| 13. Februar 2003 – 19. Februar 2003 1 Woche \| 1 \| Massive Attack \| 100th Window \| – \| \| 20. Februar 2003 – 31. März 2003 6 Wochen (insgesamt 10) \| 10 \| Norah Jones \| Come Away with Me \| – \| \| 1. April 2003 – 7. April 2003 1 Woche \| 1 \| Linkin Park \| Meteora \| – \| \| 8. April 2003 – 5. Mai 2003 4 Wochen (insgesamt 10) \| 10 \| Norah Jones \| Come Away with Me \| – \| \| 6. Mai 2003 – 26. Mai 2003 3 Wochen \| 3 \| Justin Timberlake \| Justified \| – \| \| 27. Mai 2003 – 9. Juni 2003 2 Wochen \| 2 \| The Frames \| Set List \| – \| \| 10. Juni 2003 – 16. Juni 2003 1 Woche \| 1 \| Stereophonics \| You Gotta Go There to Come Back \| – \| \| 17. Juni 2003 – 23. Juni 2003 1 Woche \| 1 \| Radiohead \| Hail to the Thief \| – \| \| 24. Juni 2003 – 30. Juni 2003 1 Woche \| 1 \| Metallica \| St. Anger \| – \| \| 1. Juli 2003 – 7. Juli 2003 1 Woche \| 1 \| Beyoncé \| Dangerously in Love \| – \| \| 8. Juli 2003 – 18. August 2003 6 Wochen (insgesamt 7) \| 7 \| The Thrills \| So Much for the City \| – \| \| 19. August 2003 – 8. September 2003 3 Wochen \| 3 \| Mickey Harte \| Sometimes Right, Sometimes Wrong \| – \| \| 9. September 2003 – 15. September 2003 1 Woche (insgesamt 7) \| 7 \| The Thrills \| So Much for the City \| – \| \| 16. September 2003 – 6. Oktober 2003 3 Wochen \| 3 \| David Kitt \| Square 1 \| – \| \| 7. Oktober 2003 – 3. November 2003 4 Wochen (insgesamt 10) \| 10 \| Dido \| Life for Rent \| – \| \| 4. November 2003 – 1. Dezember 2003 4 Wochen \| 4 \| R.E.M. \| In Time – The Best of R.E.M. 1988-2003 \| – \| \| 2. Dezember 2003 – 15. Dezember 2003 2 Wochen \| 2 \| Westlife \| Turnaround \| – \| \| 16. Dezember 2003 – 22. Dezember 2003 1 Woche \| 1 \| Michael Jackson \| Number Ones \| – \| \| 23. Dezember 2003 – 4. Februar 2004 6 Wochen (insgesamt 10) \| 10 \| Dido \| Life for Rent \| – \| |                                      |                                      |                                        |                           |
| ← 2002 |                                      |                                      |                                        | → 2004 →                  |
| Zeitraum | Wo. ges.                             | Interpret                            | Titel                                  | Zusätzliche Informationen |
| (Zeitraum, Wochen auf Platz eins, Interpret, Titel, zusätzliche Informationen) |                                      |                                      |                                        |                           |
| 2. Januar 2003 – 8. Januar 2003 1 Woche (insgesamt 3) | 3                                    | Avril Lavigne                        | Let Go                                 | –                         |
| 9. Januar 2003 – 15. Januar 2003 1 Woche | 1                                    | Pink                                 | Missundaztood                          | –                         |
| 16. Januar 2003 – 29. Januar 2003 2 Wochen (insgesamt 3) | 3                                    | Avril Lavigne                        | Let Go                                 | –                         |
| 30. Januar 2003 – 12. Februar 2003 2 Wochen | 2                                    | Justin Timberlake                    | Justified                              | –                         |
| 13. Februar 2003 – 19. Februar 2003 1 Woche | 1                                    | Massive Attack                       | 100th Window                           | –                         |
| 20. Februar 2003 – 31. März 2003 6 Wochen (insgesamt 10) | 10                                   | Norah Jones                          | Come Away with Me                      | –                         |
| 1. April 2003 – 7. April 2003 1 Woche | 1                                    | Linkin Park                          | Meteora                                | –                         |
| 8. April 2003 – 5. Mai 2003 4 Wochen (insgesamt 10) | 10                                   | Norah Jones                          | Come Away with Me                      | –                         |
| 6. Mai 2003 – 26. Mai 2003 3 Wochen | 3                                    | Justin Timberlake                    | Justified                              | –                         |
| 27. Mai 2003 – 9. Juni 2003 2 Wochen | 2                                    | The Frames                           | Set List                               | –                         |
| 10. Juni 2003 – 16. Juni 2003 1 Woche | 1                                    | Stereophonics                        | You Gotta Go There to Come Back        | –                         |
| 17. Juni 2003 – 23. Juni 2003 1 Woche | 1                                    | Radiohead                            | Hail to the Thief                      | –                         |
| 24. Juni 2003 – 30. Juni 2003 1 Woche | 1                                    | Metallica                            | St. Anger                              | –                         |
| 1. Juli 2003 – 7. Juli 2003 1 Woche | 1                                    | Beyoncé                              | Dangerously in Love                    | –                         |
| 8. Juli 2003 – 18. August 2003 6 Wochen (insgesamt 7) | 7                                    | The Thrills                          | So Much for the City                   | –                         |
| 19. August 2003 – 8. September 2003 3 Wochen | 3                                    | Mickey Harte                         | Sometimes Right, Sometimes Wrong       | –                         |
| 9. September 2003 – 15. September 2003 1 Woche (insgesamt 7) | 7                                    | The Thrills                          | So Much for the City                   | –                         |
| 16. September 2003 – 6. Oktober 2003 3 Wochen | 3                                    | David Kitt                           | Square 1                               | –                         |
| 7. Oktober 2003 – 3. November 2003 4 Wochen (insgesamt 10) | 10                                   | Dido                                 | Life for Rent                          | –                         |
| 4. November 2003 – 1. Dezember 2003 4 Wochen | 4                                    | R.E.M.                               | In Time – The Best of R.E.M. 1988-2003 | –                         |
| 2. Dezember 2003 – 15. Dezember 2003 2 Wochen | 2                                    | Westlife                             | Turnaround                             | –                         |
| 16. Dezember 2003 – 22. Dezember 2003 1 Woche | 1                                    | Michael Jackson                      | Number Ones                            | –                         |
| 23. Dezember 2003 – 4. Februar 2004 6 Wochen (insgesamt 10) | 10                                   | Dido                                 | Life for Rent                          | –                         |

## Jahreshitparaden
| ← 2002 ← | Liste der Nummer-eins-Hits in Irland | Liste der Nummer-eins-Hits in Irland                       | Liste der Nummer-eins-Hits in Irland | 2004 →   |
| \| Singles \| Position# \| Alben \| \| ------------------------------------------------------------------------------------------------------------------------------------------------------------------------------------------------------------ \| --------- \| ---------------------------------------------------------- \| \| We’ve Got the World Mickey Harte Keith Patrick Molloy, Martin Sean Brannigan \| 1 \| Come Away with Me Norah Jones \| \| Where Is the Love? The Black Eyed Peas Will Adams, Allan Apll Pineda, Priese Prince Lamont Board, Mike Fratantuno, Justin R. Timberlake, Jaime Luis Gomez, George Pajon \| 2 \| Life for Rent Dido \| \| In da Club 50 Cent Michael A. Elizondo Jr., André Romell Young, Curtis James Jackson \| 3 \| Justified Justin Timberlake \| \| Ignition R. Kelly Robert S. Kelly, Christian Ward, Uforo Imeh Ebong, Jeremy P. Felton, Jeffrey Gitelman, Gabrielle Neshuneh Nowee, Andrew Langston Neely, Kimberly Michelle Pate, Tauren O’Lander Strickland \| 4 \| In Time – The Best of R.E.M. 1988–2003 R.E.M. \| \| Mandy Westlife Scott David English, Richard Buchanan Kerr \| 5 \| Stripped Christina Aguilera \| \| Lose Yourself Eminem Marshall B. Mathers, Luis Edgardo Resto, Jeff Bass \| 6 \| Now That’s What I Call Music 56 (Verschiedene Interpreten) \| \| A Better Plan Simon Casey Brian McFadden \| 7 \| A Rush of Blood to the Head Coldplay \| \| White Flag Dido Dido Armstrong, Richard W. Nowels Jr., Rollo Armstrong \| 8 \| So Much for the City The Thrills \| \| All the Things She Said t.A.T.u. Sergey Galoyan, Ivan Nikolaevich Shapovalov, Trevor Charles Horn, Martin Kierszenbaum, Elena Vladimirovna Kiper, Valerij Valentinovich Polienko \| 9 \| Number Ones Michael Jackson \| \| Sound of the Underground Girls Aloud Miranda Eleanor de Fonbrune Cooper, Brian Thomas Higgins, Niara Arain Scarlett \| 10 \| Dangerously in Love Beyoncé \| |                                      |                                                            |                                      |          |
| ← 2002 |                                      |                                                            |                                      | → 2004 → |
| Singles | Position#                            | Alben                                                      |                                      |          |
| We’ve Got the World Mickey Harte Keith Patrick Molloy, Martin Sean Brannigan | 1                                    | Come Away with Me Norah Jones                              |                                      |          |
| Where Is the Love? The Black Eyed Peas Will Adams, Allan Apll Pineda, Priese Prince Lamont Board, Mike Fratantuno, Justin R. Timberlake, Jaime Luis Gomez, George Pajon | 2                                    | Life for Rent Dido                                         |                                      |          |
| In da Club 50 Cent Michael A. Elizondo Jr., André Romell Young, Curtis James Jackson | 3                                    | Justified Justin Timberlake                                |                                      |          |
| Ignition R. Kelly Robert S. Kelly, Christian Ward, Uforo Imeh Ebong, Jeremy P. Felton, Jeffrey Gitelman, Gabrielle Neshuneh Nowee, Andrew Langston Neely, Kimberly Michelle Pate, Tauren O’Lander Strickland | 4                                    | In Time – The Best of R.E.M. 1988–2003 R.E.M.              |                                      |          |
| Mandy Westlife Scott David English, Richard Buchanan Kerr | 5                                    | Stripped Christina Aguilera                                |                                      |          |
| Lose Yourself Eminem Marshall B. Mathers, Luis Edgardo Resto, Jeff Bass | 6                                    | Now That’s What I Call Music 56 (Verschiedene Interpreten) |                                      |          |
| A Better Plan Simon Casey Brian McFadden | 7                                    | A Rush of Blood to the Head Coldplay                       |                                      |          |
| White Flag Dido Dido Armstrong, Richard W. Nowels Jr., Rollo Armstrong | 8                                    | So Much for the City The Thrills                           |                                      |          |
| All the Things She Said t.A.T.u. Sergey Galoyan, Ivan Nikolaevich Shapovalov, Trevor Charles Horn, Martin Kierszenbaum, Elena Vladimirovna Kiper, Valerij Valentinovich Polienko | 9                                    | Number Ones Michael Jackson                                |                                      |          |
| Sound of the Underground Girls Aloud Miranda Eleanor de Fonbrune Cooper, Brian Thomas Higgins, Niara Arain Scarlett | 10                                   | Dangerously in Love Beyoncé                                |                                      |          |